# 本征半导体
本徵半導體（英語：intrinsic semiconductor）又稱本質半導體、無雜質半導體、純半導體、I型半導體，是指没有外掺杂（未摻入雜質）且晶格完整的纯净晶体半导体，其参与导电的自由电子（带负电荷的载流子）和空穴（电洞，带正电荷的载流子）的浓度相等且处于平衡状态。此处“本征”表明能显示此半导体物质本身的特征。
相對於本質半導體，摻入雜質（doping）而含有雜質的半導體叫做雜質半導體（Extrinsic semiconductor）。